# Popity
Popity [pronunciación en polaco: /pɔˈpitɨ/] (en alemán: Popitten) es un pueblo en el distrito administrativo de Gmina Stary Dzierzgoń, dentro del Distrito de Sztum, Voivodato de Pomerania, en el norte de Polonia. Se encuentra aproximadamente 15 kilómetros al noreste de Stary Dzierzgoń, 35 kilómetros al este de Sztum, y 78 kilómetros al sudeste de la capital regional, Gdańsk.
Hasta 1945 el área era parte de Alemania. Para la historia de la región, véase Historia de Pomerania.
El pueblo tiene una población de 45 habitantes.